# サビハ・ギョクチェン

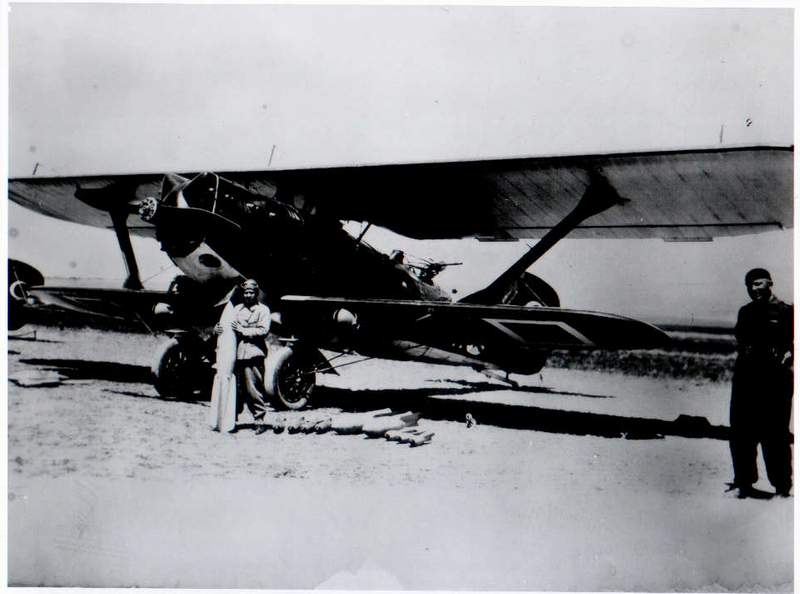
ブレゲー 19の前で爆弾を抱えて立つサビハ・ギョクチェン

サビハ・ギョクチェン（Sabiha Gökçen 、1913年3月22日 - 2001年3月22日）は、トルコの女性飛行士。世界初の女性戦闘機パイロットでもある。

## 経歴
サビハ・ギョクチェンは1913年ブルサにて生まれた。デルスィム出身のアルメニア人という説もある。1925年にムスタファ・ケマル・アタテュルクがブルサを訪問した際、当時12歳であったサビハはアタテュルクにボーディングスクールで学びたい旨を申し出る許しを請うた。彼女の申し出と貧しい生活環境を知ったアタテュルクは自らの8番目の養子とすることを決め、サビハの兄弟に彼女を養子としてアンカラのチャンカヤ宮殿に住まわせ、その時は他の養子とともに暮らすことになることを了承させた。サビハはチャンカヤの小学校に入学し、その後イスタンブールのユスキュダル・アメリカン・アカデミーに入学した。
1934年に創姓法が制定されたことに伴い、「空」を意味するギョクチェン姓を名乗った。しかし、この当時はまだ飛行家ではなかった。
アタテュルクは航空機の重要性と活用に注目し、1925年にトルコ航空協会を設立した。1935年5月5日、アタテュルクはサビハを伴いテュルクシュ航空学校の開校式典に出向いた。そこで外国から導入されたグライダーやパラシュートに強く惹かれ、アタテュルクは航空学校校長のフアト・ブルカにサビハを女性初の訓練生にするよう指導した。彼女はスカイダイバーになるはずだったが、操縦により強く興味を抱いたので航空機免許を取得し、グライダーと航空機のより高度な訓練のためにソビエト連邦に留学した。しかし、姉のゼフラが死去したためトルコに帰国した。
1936年始め、最初の女性軍用機パイロットとなるためにアタテュルクは彼女に空軍士官学校に入学するよう迫った。彼女はエスキシェヒルの第一航空旅団で爆撃機と戦闘機の操縦技術を磨き、1937年にはエーゲ海とトラキアでの演習に参加した。同年に発生したデルシムの反乱で初めて実戦に参加し、トルコ初の女性戦闘機パイロットになった。参謀部の報告では逃亡する50人の山賊に50kg爆弾を投下し、重大な損害を与えたと言及されている。トルコ空軍での勤務の間、22機種の航空機に8000時間以上乗務し、32時戦闘及び爆撃任務に従事した。
1938年には5日間でバルカン諸国を周遊し、各地で大歓迎を受けた。後にテュルクシュ航空学校のチーフトレーナーとして1955年まで勤務し、またトルコ航空協会の理事になった。チーフトレーナーとして、4人の女性パイロットを育成指導している。
イスタンブールのペンディク地区には彼女の名を冠したサビハ・ギョクチェン国際空港がある。